# Castell de Cervelló
El Castell de Cervelló és una obra del municipi de Cervelló (Baix Llobregat) declarada bé cultural d'interès nacional. Aquest castell es troba una mica apartat del nucli antic del poble de Cervelló (Baix Llobregat), al sud. Actualment està en ruïna i els seus murs amagats entre la vegetació que l'envolta. Situat en una posició elevada, defensada naturalment, sobre l'església de Santa Maria de Cervelló.

## Història
El castell es troba esmentat el 904, en una donació del comte Guifré II de Barcelona al monestir de Sant Cugat. El comte l'utilitzava llavors de residència. Més endavant hom el va trobant en altres documents. Tradicionalment es diu, sense que es pugui verificar la seva autenticitat, que aquest castell, juntament amb el de Montcada, no va ser pres pels sarraïns i es va salvar de la campanya d'Almansor del 985, fins i tot serví de refugi als barcelonins.
El 992 els comtes Ramon Borrell de Barcelona i Ermengol I d'Urgell vengueren el castell amb les seves rendes i beneficis a Ènnec Bonfill, del llinatge dels Cervelló, des de llavors va servir de seu de la família i de la baronia.
Al segle xiii els Cervelló s'enfrontaren a la monarquia i el 1224, en època de Guillem I de Cervelló. Jaume el Conqueridor assetjà el castell tretze dies i el va prendre. Consta que el 1230 es va tornar a consagrar l'església de Sant Esteve, possiblement després d'una reconstrucció feta a conseqüència del setge. Guillem II de Cervelló tornà a enfrontar-se al monarca, el que va fer empobrir les terres. Encara més endavant, el 1274, el successor de Guillem II, Guerau VII de Cervelló, va tornar a revoltar-se contra el poder. Finalment, el 1297, va vendre la baronia a Jaume el Just per 130.000 sous.
Jaume el Just, el 1309, va bescanviar el castell amb Sibil·la de Pallars per altres propietats, en aquesta ocasió es fa constar que era gairebé en ruïna. El 1382, Guillem Ramon de Montcada i de Peralta intercanvià amb Pere II d'Urgell les baronies de Cervelló i les viles de Sant Vicenç dels Horts i Piera a canvi de la meitat de les baronies de Bunyol, Xiva i Xestalgar. El 1411 el cavaller Arnau de Ballester adquirí les baronies de Sant Vicenç dels Horts i Cervelló.
El 1462 es va fortificar. Encara va tenir algun paper, militarment parlant, atès que el 1714 s'ordena el seu enderroc. Possiblement estigui abandonat des de llavors. El castell fou abandonat i destruït durant la Guerra de Successió Espanyola.
Entre els anys 2010-2011 el conjunt monumental del castell fou restaurat i consolidat per tal de fer-lo visitable. Durant aquesta restauració es van portar a terme diverses intervencions arqueològiques que van permetre deixar a la vista bona part de les estructures que configuraven el castell i delimitar diferents fases constructives d'aquest, incloent una ocupació de l'indret en l'edat del bronze.

## Les construccions
El castell era de planta molt allargassada. Tenia l'entrada a ponent, el lloc més accessible i més ben defensat, donat que la resta està protegida per l'orografia del terreny. També al sud es troba el recinte sobirà, amb murs alts. El recinte jussà inclou una capella de la que hom ignora la seva advocació, i de la que es conserven les ruïnes. També hi ha una sala amb volta apuntada, conservada parcialment.
Més avall es troba l'església de Sant Esteve (ara coneguda com a Santa Maria), probablement edificada pels senyors de Cervelló al segle xi.
A 317 metres d'altitud, sobre el camí de l'Ordal, es troben les restes del castell de Cervelló i la seva capella. El castell consta de dos recintes, un de superior i un altre inferior. Al recinte jussà hi havia el barri del castell tancat per una muralla; aqui es conserven restes d'edificacions de difícil identificació, alguns dipòsits, una sala que conserva part d'una volta apuntada i una cisterna rodona buidada a la roca: és on devia estar el poblat. Al recinte sobirà hi ha una porta o poterna molt enderrocada, defensada per un mur amb contraforts, i les parets de la torre o baluard de ponent; es conserven, molt enderrocades, les parets de tramuntana, migdia i ponent, i, a llevant, s'aixeca una torre massissa de planta lleugerament trapezial i una mica atalussada. Les dues torres eren unides per panys de muralla.
Capella:
A ponent del recinte jussà es troba la capella, un petit edifici rectangular, amb l'absis marcat només a l'interior per un parell d'arcosolis. La volta, tot i estar enderrocada, sembla que va ser apuntada, i a l'arrencament d'aquesta hi ha una línia d'impostes en cavet. L'entrada era a ponent però avui dia hi ha un gran forat, igual que a la paret de l'absis. L'aparell és de carreus grans, molt ben tallats, propi del romànic.

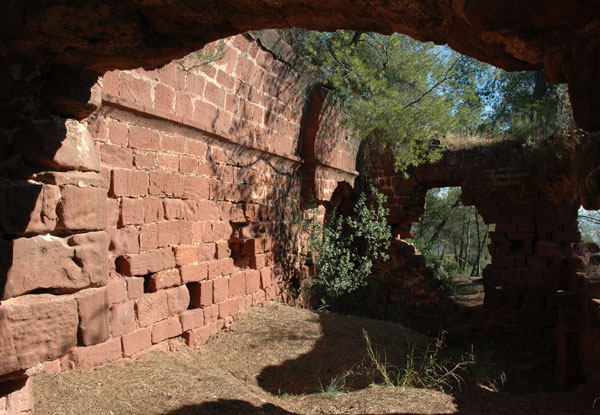
Ruïnes de la capella del castell
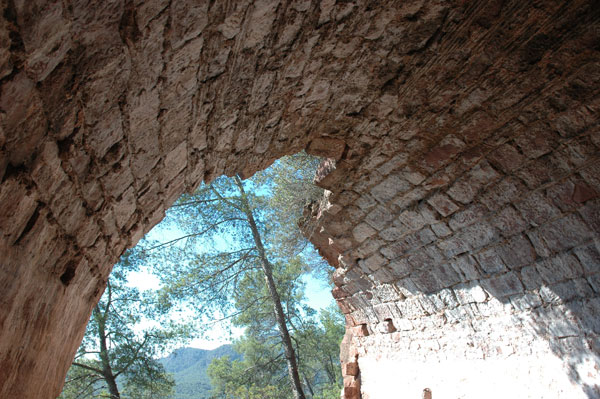
La sala amb volta apuntada
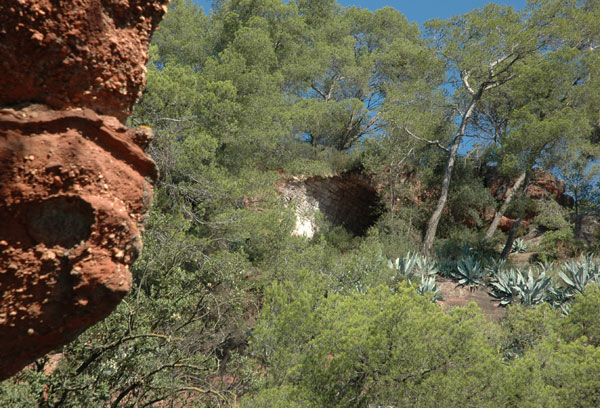
Ruïnes del castell
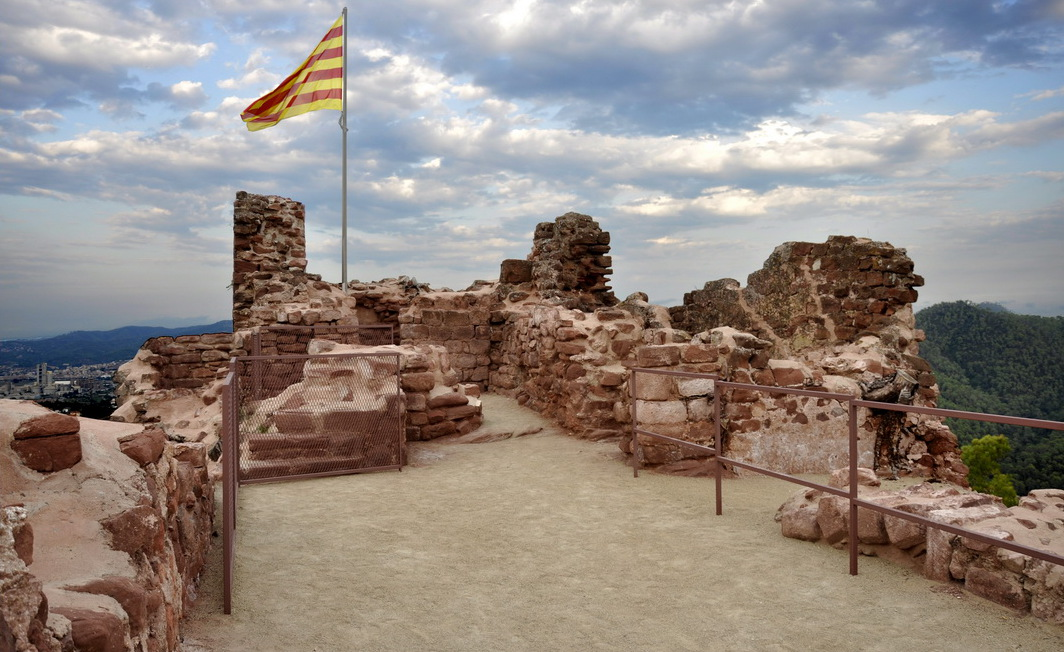
Torre del castell